# 紫堇似美花介
紫堇似美花介（学名：Paracytheridea coryodalia）为似美花介科似美花介屬下的一个种。